# Suore della Beata Maria Vergine di Loreto
Le suore della Beata Maria Vergine di Loreto (in polacco Siostry Loretanki; in Latino Congregatio Sororum Beatae Mariae Lauretanae) sono un istituto religioso femminile di diritto pontificio: le suore di questa congregazione pospongono al loro nome la sigla C.S.L.

## Storia
La congregazione fu fondata a Varsavia il 31 luglio 1920 da Ignacy Kłopotowski (1866-1931): le prime suore furono impegnate nella direzione di due asili di Varsavia e nel lavoro nella tipografia di proprietà del canonico Kłopotowski.
Nel 1940 le suore adottarono la regola di san Benedetto; le loro costituzioni furono approvate dal cardinale Stefan Wyszyński il 7 aprile 1949 e nuovamente il 3 giugno 1953 e l'istituto ricevette il pontificio decreto di lode il 24 maggio 1971.

## Attività e diffusione
Le suore si dedicano alla stampa e alla diffusione di riviste e libri di cultura religiosa, all'istruzione della gioventù, all'assistenza agli anziani e al servizio nelle parrocchie.
Oltre che in Polonia, sono presenti in Italia, Romania, Russia, Stati Uniti d'America, Ucraina; la sede generalizia è a Varsavia.
Alla fine del 2008 la congregazione contava 221 religiose in 22 case.